# Jan Theuninck
Jan Theuninck (Zonnebeke, 1954. június 7. –) belga költő és festőművész. Bár a belgiumi Zonnebeke-ben született, és anyanyelve a holland, francia nyelven is ír, és alkalmanként angolul is.
Festészete absztrakt, valahol a minimalizmus és a monochrome expresszionizmus közé esik. Festőművészetére nagy hatással volt Ellsworth Kelly és Joan Miró is.
Mind írásai, mind festészete kifejezik szociális kérdésekről formált véleményét és politikai meggyőződését. Olyan témák foglalkoztatják mint például régi és új kolonializmus, tömeg és a társadalom, pacifizmus.
Igen sok munkája jelent meg az Expose'd weboldalán.

## Külső hivatkozások
- Expose'd
- Holokauszt
- Stalag XB